# 600 Musa
600 Musa eller 1906 UM är en asteroid i huvudbältet, som upptäcktes 14 juni 1906 av den amerikanske astronomen Joel Hastings Metcalf i Taunton. Den är uppkallad efter Muserna i den grekiska mytologin.
Asteroiden har en diameter på ungefär 25 kilometer.